# Paracaesio waltervadi
Paracaesio waltervadi är en fiskart som beskrevs av Anderson och Collette 1992. Paracaesio waltervadi ingår i släktet Paracaesio och familjen Lutjanidae. Inga underarter finns listade i Catalogue of Life.